# Edesa
Edesa SA est un fabricant espagnol d'appareils ménagers et commerciaux. Après 60 ans, il est devenu populaire dans d'autres pays. Il s'agit de l'une des cinq premières marques espagnoles de son secteur.

## Gamme de produits
Edesa produit des appareils de cuisine, tels que des fours, des cuisinières, des réfrigérateurs, des machines à laver et des sèche-linge. En 2008, elle crée quatre marques de gammes, Romantic, Pop Collection, Sports Collection et Metallic.

## Histoire
La marque Edesa a été créée en 1941. La marque avait connu un succès record et, en 1989, est devenue membre de Fagor. Elle fait désormais partie du groupe CNA.